# Ковачевишка архитектурно-строителна школа
Ковачевишката архитектурно-строителна школа е местна архитектурно-строителна школа с център Ковачевица. Развива се в Югозападните Родопи и възниква под влияние на строителните традиции, свързани с развитието на дюлгерството в Ковачевица и селата наоколо. Школата се проявява в известната ковачевишка къща.

## История и разпространение
Школата възниква при заселването около 1791 година в Ковачевица на 5 – 10 български семейства на майстори-строители от Омотско, Слимница и Добролища, Костурско, които си построяват къщи в долната махала на селото, наречена Арнаутската махала, където продължават да упражняват занаята си. Те са част от голяма група бежанци, които се заселват в Брацигово и създават Брациговската архитектурно-строителна школа. Дюлгерството се разпространява и в множество околни села. В края на XIX век от Ковачевица годишно излизат около 300 - 450 мастори, като цифрата достига до около 1200 майстори заедно с дюлгерите от околните села Скребатно, Гърмен, Фотовища, Осиково, Лещен, Марчево, Долен, Сатовча и други. Така Ковачевишката архитектурно-строителна школа се равнява само с Тревненската школа по брой мастори.
Майсторите от Ковачевишката школа работят, както в Югозападните Родопи, така и по течението на река Места, в областта Чеч, Мървашко, в Източна Румелия - например Пловдивско и Пазарджишко, в селата по южните склонове на Пирин, Петричко, Мелнишко и по Беломорието, например в Сярско, Драмско и Саръшабанско.
Майсторите са организирани в дружини от 5 до 20 души, които биват майстори, калфи и чираци оглавени от първомайстор. Всяка тайфа има свой регион на дейност. Взаимоотношенията на строителите, както организацията на работата им, печалбата и разпределението им са регулирани от строи обичайноправни норми. В края на XIX век се създава строителният еснаф при навлизането на наемния труд и надничарството и в началото на следващия XX век, в Ковачевица строителният еснаф има управителен съвет и магазин за дюлгерски инструменти.
Строителите от Ковачевишката школа са предимно майстори на къщи и по-рядко строят обществени и с друг характер сгради, сред които са църквите в Ковачевица, Долен, Осиково, Скребатно, големият хан в Драма, новата община в Батак и други.
Най-значимото дело на Ковачевишката школа са къщите в Ковачевица и Долен, а запазени творби има и в Сатовча, Осиково, Скребатно, Лещен, Плетена, Слащен, Долно и Горно Дряново, Гърмен и други. Майстори от Ковачевица участват дейно в изграждането на Батак след опожаряването му след Априлското въстание.
Развитието на Ковачевишката архитектурно-строителна школа прекъсва след 1912 година.